# 600 PS für zwei

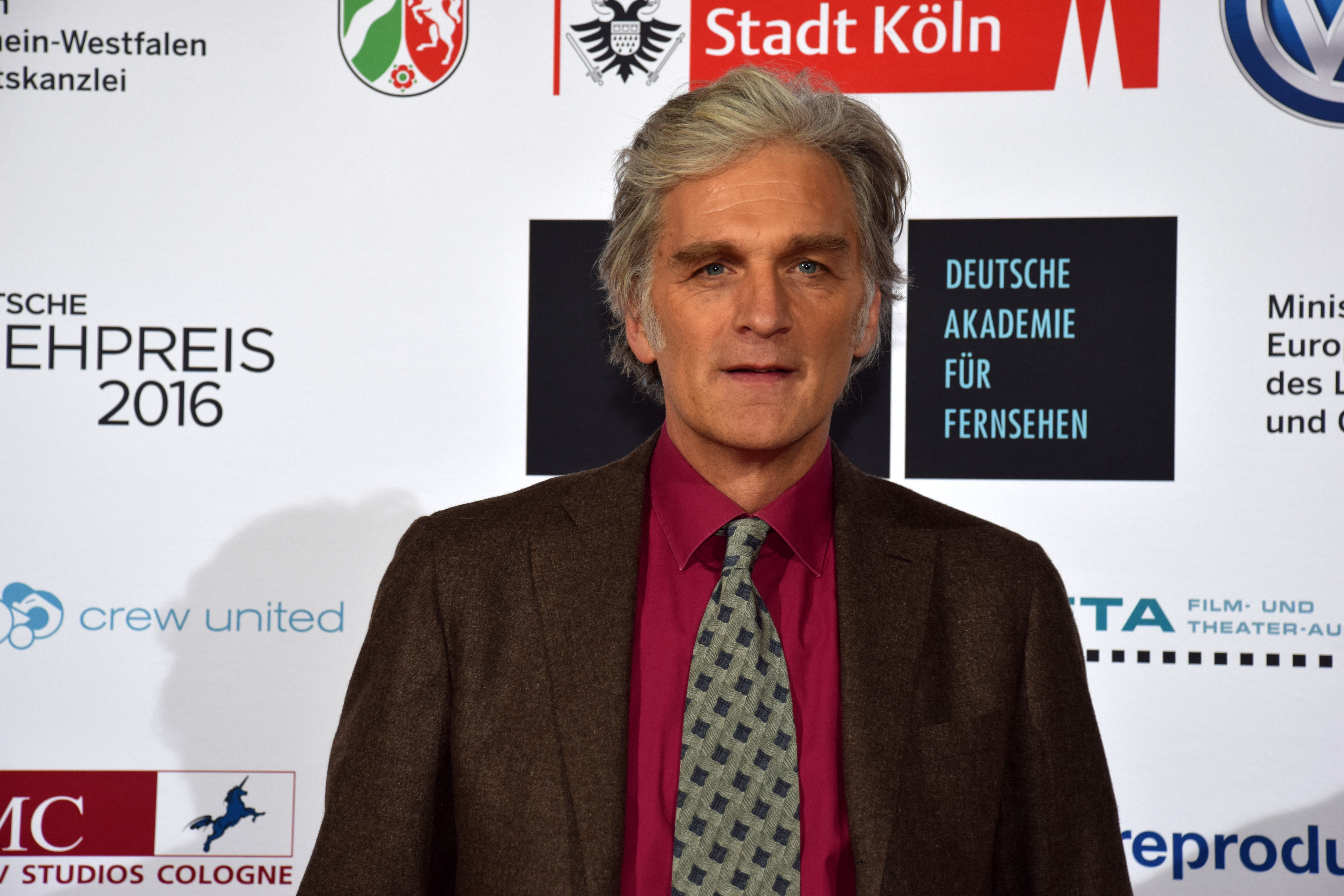
Walter Sittler spielt in der Hauptrolle Hartmut Sprenger (Foto von 2015)

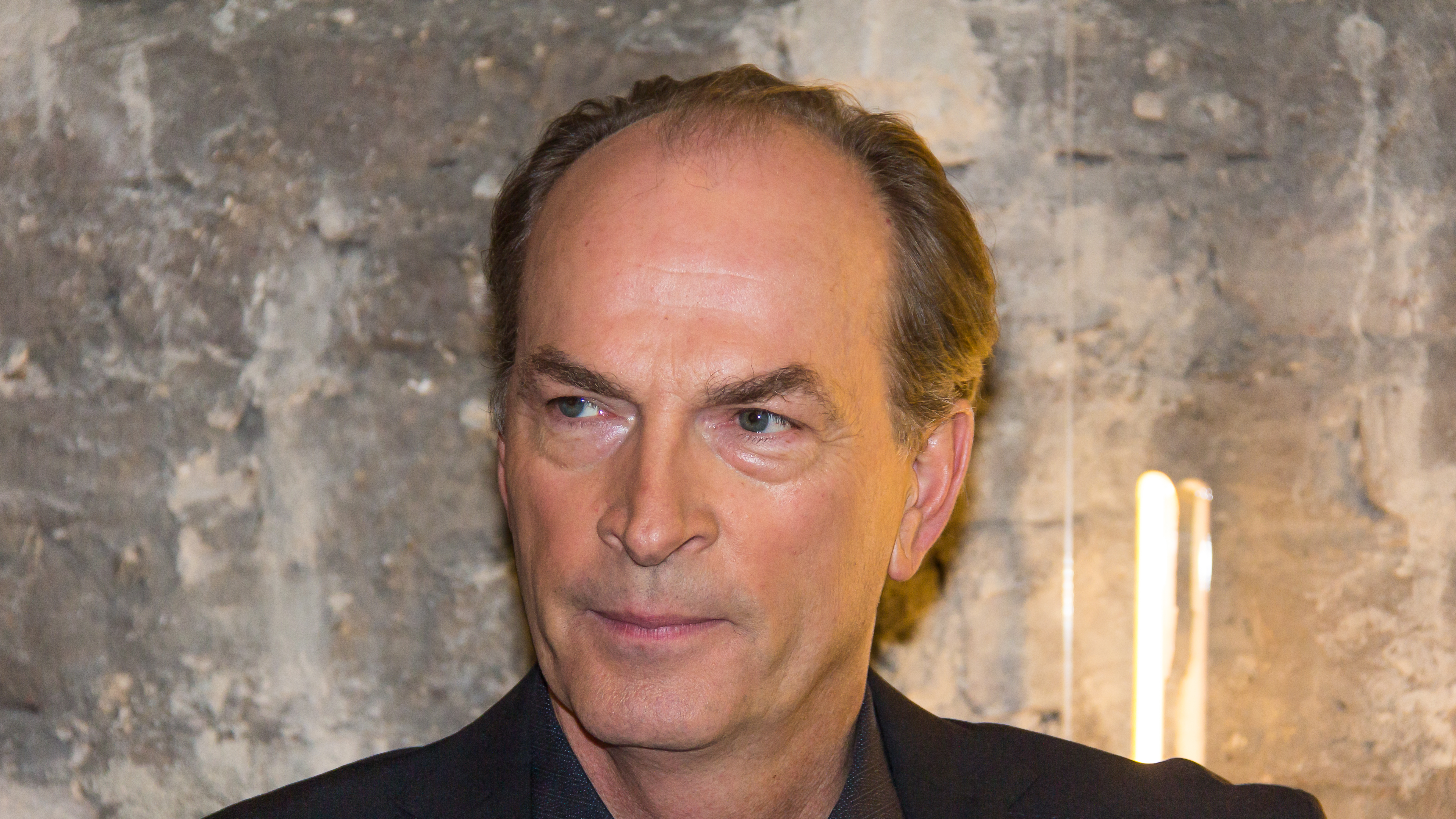
Herbert Knaup spielt in der Hauptrolle Lorenz Hoffmann (Foto von 2014)

600 PS für zwei ist ein deutscher Fernsehfilm aus dem Jahr 2015. Es wird erzählt, wie die beiden Protagonisten, gespielt von Walter Sittler und Herbert Knaup – zwei Männer, deren Leben unterschiedlicher nicht sein könnte – auf einer unfreiwilligen Reise letztendlich einander näher kennenlernen und Verständnis füreinander aufbringen. Der Film basiert auf einer Vorlage von Pierre Colin-Thibert und Jean-Claude Islert.

## Handlung
Hartmut Sprenger hatte einst einen gutbezahlten Job im Marketingbereich eines großen Unternehmens. Vor fünf Jahren wurde er entlassen und verkauft jetzt am Alexanderplatz in Berlin Würstchen, um über die Runden kommen. Seiner Exfrau Katrin und seiner 16-jährigen Tochter Olivia spielt er weiterhin den erfolgreichen Geschäftsmann vor. Eigentlich hatte er Olivia versprochen, mit ihr in den Urlaub zu fahren, redet sich aber wieder mit wichtigen Meetings heraus. Als Olivia ihm damit droht, wegzulaufen, wenn er sie am nächsten Tag nicht aus dem Internat abhole, hat er ein Problem.
Lorenz Hoffmann ist erfolgreicher Personalchef im Unternehmen, in dem Hartmut einst arbeitete. Lorenz war damals für Hartmuts Entlassung verantwortlich. Er war zweimal verheiratet, hat aktuell eine Beziehung mit einer jüngeren Mitarbeiterin. Er muss zu einem wichtigen Geschäftstermin nach München, doch die Fluglotsen streiken. Da er aufgrund seiner Rückenschmerzen auch nicht den Zug nehmen kann, kommt es ihm sehr gelegen, dass seine Firma einen Luxussportwagen (Maserati GranTurismo) zum Tegernsee überführen muss. Der Wagen ist ein Geschenk für einen wichtigen Werbeträger, den Fußballer Jesus.
Auf der Fahrt nimmt Lorenz unwillig den Anhalter Hartmut mit, der alles daran setzt, doch noch pünktlich zu Olivia zu gelangen. Als Lorenz wegen eines Geschwindigkeitsverstoßes seinen Führerschein verliert, muss Hartmut das Fahren übernehmen. Dafür möchte er, dass Lorenz ihm hilft, sich vor Olivia weiterhin als erfolgreichen Geschäftsmann darzustellen. Sie tauschen ihre Kleidung und Lorenz wird zum arbeitslosen Anhalter degradiert.
Als Lorenz erkennt, wer Hartmut ist, gibt er sich als Lothar Merseburger aus, um sich nicht der Verantwortung für Hartmuts Entlassung stellen zu müssen. Sie holen Olivia ab und fahren zu Hartmuts Exfrau Katrin aufs Land, die in ihrem Haus auch eine Physiotherapiepraxis betreibt. Dort verbringen sie einen schönen Tag, grillen Würstchen, unterhalten sich und hacken Holz. Zwischen Lorenz und Katrin entwickelt sich eine gewisse Anziehung, als diese ihm mit ihrer Behandlung seine Rückenschmerzen lindert. Allmählich erkennt Lorenz, wie sehr er dieses Leben, weit weg von seiner hektischen Arbeit in der Großstadt, und die Gesellschaft dieser Menschen hier genießt.
Er versucht nun Hartmut zu überzeugen, seiner Exfrau und der gemeinsamen Tochter die ganze Wahrheit über sein Leben zu sagen und ihnen nicht länger was vorzuspielen. Hartmut gelingt dies jedoch nicht und so sitzen er und Lorenz am nächsten Tag wieder mit Olivia im Sportwagen, vorgeblich um Hartmuts Versprechen seiner Tochter gegenüber einzulösen mit ihr endlich in den Urlaub zu fahren. Auf dem Weg dahin müssten sie allerdings noch den „arbeitslosen Lothar“ zu einem Bewerbungsgespräch nach München fahren, erklären sie ihr. Dort wird der Wagen auf Grund einer Parkübertretung abgeschleppt und Olivia erfährt durch eine Polizistin von der Arbeitslosigkeit ihres Vaters. Als Olivia im Auto einen Anruf entgegennimmt, der für Herrn Hoffmann bestimmt ist, wird die wahre Identität des „Lothar Merseburger“ entlarvt: Hartmut weiß nun, mit wem er es zu tun hat.
Da ihr die beiden Männer weiterhin etwas vorspielen, setzt sich Olivia bei der nächsten sich bietenden Gelegenheit ans Steuer und fährt davon. Die beiden suchen Olivia und finden sie, nachdem sie mit dem Auto an einen Baum gefahren ist. Glücklicherweise hat sie nur einen gebrochenen Arm und eine Platzwunde. Lorenz begleitet Hartmut und Olivia ins Krankenhaus. Dort wird bei einem Telefonat klar, dass sich Lorenz durch den kaputten Wagen und seine Nichterreichbarkeit eine Menge Ärger einhandeln würde.
Beide Männer fahren mit Olivia zurück zu Katrin, wo sie ihr sagen, dass sie wohl einiges erklären müssten.

## Produktion
Gedreht wurde der Film vom 23. September 2014 bis 22. Oktober 2014 in Berlin und München, sowie in Franken. Der Film hatte seine Fernsehpremiere am 22. Oktober 2015 im ZDF.

## Rezeption

### Kritiken
Das Lexikon des internationalen Films bezeichnet den Film als eine „[z]wischen Road Movie und dialogreichem Seelen-Striptease changierende dramatische (Fernseh-)Komödie, die vor allem von der Präsenz der beiden routinierten Hauptdarsteller lebt.“
Rainer Tittelbach schrieb bei tittelbach.tv: „Lügen und Situationskomik dominieren die Dramaturgie. Funktioniert – nur die Moral bleibt blass. […] Eine Komödie muss nicht immer logisch und lebensklug sein – wenn sie einen emotional 90 Minuten mitnimmt und am Ende gute Laune macht. Und das kriegen Sittler, Knaup & Co mit diesem Unterhaltungsmaschinchen über die gesamte Spiel-Länge mehr als passabel hin.“ Er gibt dem Film 3,5 von 6 möglichen Sternen.

### Einschaltquoten
Die Erstausstrahlung am 22. Oktober 2015 sahen 3,01 Millionen Zuschauer. Dies bedeutete einen Marktanteil von 9,1 %.